# ラブライブ (芸能事務所)
ラブライブはかつて存在した声優、俳優のマネージメント業務を行っていた芸能事務所である。

## 概要
- 設立年月日 - 2000年8月1日
- 代表取締役 - 松田誠
- 本社所在地 - 東京都港区南青山6-3-14 サントロペ南青山ビル601

ネルケプランニングの総合マネジメント業化に伴い俳優・声優部門を分社化して設立された。ネルケプランニングが舞台の企画製作を手がけていた関係から所属声優には舞台出身者が多かった。
ネルケプランニングがアニメ製作を手がける広告代理店日本アドシステムズ（NAS）とのつながりが深かったため、NASが製作するアニメ作品に所属声優が頻繁にキャスティングされていた。
後にY・M・Oラブライブ事業部（現在は尾木プロ THE NEXT）へ事業譲渡した。
なお、2010年に開始したラブライブ!シリーズとは一切無関係であり、当事務所の所属声優もアニメ版に出演していない。

## かつて所属していた声優
特記なき限り、現在は尾木プロ THE NEXTにそのまま移行している。

### 男性
- 岩崎征実
- 鯨井康介（現所属：プロダクション尾木）
- 郷田ほづみ
- 下崎紘史
- 竹本英史（現所属：青二プロダクション）
- 内藤玲
- 成清正紀
- 平光琢也
- 松村武
- 三ツ矢雄二（現所属：コンビネーション）
- 森山栄治（現所属：プロダクション尾木）

### 女性
- 尾小平志津香
- 笠原弘子
- 風間水希
- 菊地晶子（旧名：AKIKO、フリー）
- 國分優香里（現所属・パワー・ライズ）
- 斉藤レイ（現所属・フロム・ファーストプロダクション）
- 鮭延未可
- 宍戸留美（フリー）
- 鈴木真仁（フリー）
- 鈴木裕美子（旧名：鈴木まひる、フリー）
- 竹内順子
- 種子
- 樋口智恵子（現所属：コンビネーション）